# Liste des planètes mineures non numérotées découvertes entre le 1er et le 15 avril 2014
Pour un article plus général, voir Liste des planètes mineures non numérotées découvertes en 2014.
Pour un article plus général, voir Liste des planètes mineures.
Cet article dresse la liste des planètes mineures (astéroïdes, centaures, objets transneptuniens et assimilés) non numérotées découvertes en avril 2014 dans l'ordre de leur découverte.
Au 15 janvier 2025, 661 077 des 1 434 993 planètes mineures répertoriées par le Centre des planètes mineures ne sont pas encore numérotées, soit 46,07 %.

## Rappel concernant la désignation provisoire
La désignation provisoire indique l'ordre de découverte de ces objets. En effet, cette désignation est composée de l'année de découverte (par exemple 2014) suivie de la quinzaine (demi-mois) de découverte (p.e. A = 1-15 janvier) puis de l'ordre de découverte dans cette quinzaine. Cet ordre est indiqué par une lettre et éventuellement un chiffre comme suit : A pour la première découverte, B pour la deuxième, ..., Z pour la 25e (le I n'est pas utilisé pour éviter la confusion avec 1), A1 pour la 26e, B1 pour la 27e, etc. , Z1 pour la 50e, A2 pour la 51e, B2 pour la 52e, etc. L'ordre de la numérotation ne suit donc pas l'ordre alphanumérique. 2014 AA1 suit ainsi 2014 AZ et précède 2014 AB1.

## Liste du1erau 15 avril 2014
- 2014 GA
- 2014 GK
- 2014 GX
- 2014 GA1
- 2014 GF1
- 2014 GG1
- 2014 GH1
- 2014 GJ1
- 2014 GK1
- 2014 GL1
- 2014 GN1
- 2014 GQ1
- 2014 GR1
- 2014 GS1
- 2014 GU1
- 2014 GC2
- 2014 GN3
- 2014 GA4
- 2014 GD4
- 2014 GP4
- 2014 GW4
- 2014 GX4
- 2014 GA5
- 2014 GC5
- 2014 GO5
- 2014 GZ5
- 2014 GD6
- 2014 GK6
- 2014 GT6
- 2014 GD7
- 2014 GG7
- 2014 GM7
- 2014 GT7
- 2014 GW7
- 2014 GC8
- 2014 GP8
- 2014 GY8
- 2014 GB9
- 2014 GR9
- 2014 GT9
- 2014 GX9
- 2014 GY9
- 2014 GB10
- 2014 GL10
- 2014 GC11
- 2014 GE11
- 2014 GN11
- 2014 GP11
- 2014 GT11
- 2014 GZ11
- 2014 GA12
- 2014 GB12
- 2014 GD12
- 2014 GK12
- 2014 GO12
- 2014 GL13
- 2014 GU13
- 2014 GF14
- 2014 GL14
- 2014 GO14
- 2014 GP14
- 2014 GX14
- 2014 GZ14
- 2014 GA15
- 2014 GH15
- 2014 GK15
- 2014 GM15
- 2014 GT15
- 2014 GD16
- 2014 GL16
- 2014 GW16
- 2014 GF17
- 2014 GH17
- 2014 GK17
- 2014 GL17
- 2014 GO17
- 2014 GP17
- 2014 GQ17
- 2014 GV17
- 2014 GX17
- 2014 GM18
- 2014 GP18
- 2014 GA19
- 2014 GS19
- 2014 GD20
- 2014 GF20
- 2014 GL20
- 2014 GP20
- 2014 GY20
- 2014 GB21
- 2014 GH21
- 2014 GW21
- 2014 GY21
- 2014 GA23
- 2014 GG23
- 2014 GT23
- 2014 GV23
- 2014 GA24
- 2014 GF24
- 2014 GG24
- 2014 GJ24
- 2014 GN24
- 2014 GO24
- 2014 GU24
- 2014 GV24
- 2014 GW24
- 2014 GJ25
- 2014 GM25
- 2014 GQ25
- 2014 GS25
- 2014 GV25
- 2014 GK26
- 2014 GL26
- 2014 GO26
- 2014 GV26
- 2014 GK27
- 2014 GU27
- 2014 GW27
- 2014 GD28
- 2014 GF28
- 2014 GV28
- 2014 GY28
- 2014 GT29
- 2014 GA30
- 2014 GC30
- 2014 GH30
- 2014 GR30
- 2014 GV30
- 2014 GM31
- 2014 GO31
- 2014 GV31
- 2014 GC33
- 2014 GZ33
- 2014 GC34
- 2014 GD34
- 2014 GE34
- 2014 GL34
- 2014 GO34
- 2014 GQ34
- 2014 GR34
- 2014 GS34
- 2014 GT34
- 2014 GU34
- 2014 GV34
- 2014 GW34
- 2014 GX34
- 2014 GY34
- 2014 GZ34
- 2014 GA35
- 2014 GC35
- 2014 GD35
- 2014 GE35
- 2014 GF35
- 2014 GG35
- 2014 GH35
- 2014 GJ35
- 2014 GK35
- 2014 GL35
- 2014 GM35
- 2014 GH36
- 2014 GJ36
- 2014 GM37
- 2014 GP37
- 2014 GU37
- 2014 GB38
- 2014 GJ38
- 2014 GW38
- 2014 GQ39
- 2014 GD40
- 2014 GZ40
- 2014 GC41
- 2014 GD41
- 2014 GE41
- 2014 GR41
- 2014 GC42
- 2014 GY42
- 2014 GQ43
- 2014 GT43
- 2014 GW43
- 2014 GX43
- 2014 GG44
- 2014 GM44
- 2014 GO44
- 2014 GP44
- 2014 GX44
- 2014 GY44
- 2014 GZ44
- 2014 GA45
- 2014 GB45
- 2014 GC45
- 2014 GF45
- 2014 GG45
- 2014 GH45
- 2014 GJ45
- 2014 GK45
- 2014 GL45
- 2014 GQ45
- 2014 GR45
- 2014 GS45
- 2014 GT45
- 2014 GX45
- 2014 GA46
- 2014 GE46
- 2014 GZ46
- 2014 GF47
- 2014 GK47
- 2014 GL47
- 2014 GM47
- 2014 GP48
- 2014 GV48
- 2014 GX48
- 2014 GB49
- 2014 GC49
- 2014 GG49
- 2014 GH49
- 2014 GJ49
- 2014 GM49
- 2014 GW49
- 2014 GZ49
- 2014 GA50
- 2014 GB50
- 2014 GD50
- 2014 GJ50
- 2014 GK50
- 2014 GS50
- 2014 GA51
- 2014 GV51
- 2014 GX51
- 2014 GF52
- 2014 GQ52
- 2014 GR52
- 2014 GW52
- 2014 GA53
- 2014 GC53
- 2014 GE53
- 2014 GT53
- 2014 GE54
- 2014 GJ54
- 2014 GK54
- 2014 GR54
- 2014 GT54
- 2014 GV54
- 2014 GW54
- 2014 GY54
- 2014 GH55
- 2014 GK55
- 2014 GM55
- 2014 GN55
- 2014 GO55
- 2014 GP55
- 2014 GQ55
- 2014 GR55
- 2014 GS55
- 2014 GT55
- 2014 GV55
- 2014 GW55
- 2014 GZ55
- 2014 GV56
- 2014 GB57
- 2014 GJ57
- 2014 GH58
- 2014 GK58
- 2014 GQ58
- 2014 GW58
- 2014 GX58
- 2014 GH59
- 2014 GN60
- 2014 GP60
- 2014 GU60
- 2014 GS61
- 2014 GX61
- 2014 GJ63
- 2014 GX63
- 2014 GS64
- 2014 GT64
- 2014 GG65
- 2014 GP65
- 2014 GQ65
- 2014 GS65
- 2014 GV65
- 2014 GX65
- 2014 GZ65
- 2014 GD66
- 2014 GG66
- 2014 GH66
- 2014 GJ66
- 2014 GK66
- 2014 GM66
- 2014 GO66
- 2014 GP66
- 2014 GR66
- 2014 GS66
- 2014 GT66
- 2014 GU66
- 2014 GW66
- 2014 GY66
- 2014 GZ66
- 2014 GA67
- 2014 GB67
- 2014 GC67
- 2014 GD67
- 2014 GE67
- 2014 GF67
- 2014 GG67
- 2014 GH67
- 2014 GJ67
- 2014 GL67
- 2014 GN67
- 2014 GO67
- 2014 GP67
- 2014 GR67
- 2014 GS67
- 2014 GT67
- 2014 GU67
- 2014 GV67
- 2014 GW67
- 2014 GX67
- 2014 GZ67
- 2014 GA68
- 2014 GC68
- 2014 GD68
- 2014 GE68
- 2014 GF68
- 2014 GJ68
- 2014 GK68
- 2014 GL68
- 2014 GM68
- 2014 GN68
- 2014 GO68
- 2014 GP68
- 2014 GQ68
- 2014 GR68
- 2014 GS68
- 2014 GT68
- 2014 GU68
- 2014 GV68
- 2014 GW68
- 2014 GY68
- 2014 GZ68
- 2014 GA69
- 2014 GD69
- 2014 GE69
- 2014 GG69
- 2014 GH69
- 2014 GJ69
- 2014 GK69
- 2014 GL69
- 2014 GM69
- 2014 GN69
- 2014 GO69
- 2014 GQ69
- 2014 GR69
- 2014 GS69
- 2014 GW69
- 2014 GZ69
- 2014 GF70
- 2014 GG70
- 2014 GH70
- 2014 GJ70
- 2014 GK70
- 2014 GL70
- 2014 GM70
- 2014 GP70
- 2014 GR70
- 2014 GU70
- 2014 GV70
- 2014 GX70
- 2014 GY70
- 2014 GZ70
- 2014 GA71
- 2014 GB71
- 2014 GD71
- 2014 GE71
- 2014 GF71
- 2014 GG71
- 2014 GH71
- 2014 GJ71
- 2014 GK71
- 2014 GM71
- 2014 GN71
- 2014 GP71
- 2014 GQ71
- 2014 GR71
- 2014 GS71
- 2014 GT71
- 2014 GV71
- 2014 GW71
- 2014 GY71
- 2014 GZ71
- 2014 GC72
- 2014 GD72
- 2014 GE72
- 2014 GF72
- 2014 GG72
- 2014 GH72
- 2014 GJ72
- 2014 GK72
- 2014 GL72
- 2014 GN72
- 2014 GP72
- 2014 GR72
- 2014 GS72
- 2014 GV72
- 2014 GW72
- 2014 GX72
- 2014 GY72
- 2014 GZ72
- 2014 GA73
- 2014 GB73
- 2014 GD73
- 2014 GE73
- 2014 GF73
- 2014 GG73
- 2014 GH73
- 2014 GK73
- 2014 GL73
- 2014 GM73
- 2014 GN73
- 2014 GO73
- 2014 GP73
- 2014 GQ73
- 2014 GS73
- 2014 GT73
- 2014 GY73
- 2014 GZ73
- 2014 GA74
- 2014 GD74
- 2014 GE74
- 2014 GG74
- 2014 GH74
- 2014 GJ74
- 2014 GK74
- 2014 GL74
- 2014 GW74
- 2014 GD75
- 2014 GO75
- 2014 GP75
- 2014 GQ75
- 2014 GR75
- 2014 GU75
- 2014 GW75
- 2014 GX75
- 2014 GY75
- 2014 GZ75
- 2014 GA76
- 2014 GB76
- 2014 GC76
- 2014 GD76
- 2014 GE76
- 2014 GF76
- 2014 GG76
- 2014 GJ76
- 2014 GN76
- 2014 GO76
- 2014 GP76
- 2014 GV76
- 2014 GA77
- 2014 GJ77
- 2014 GX77
- 2014 GZ77
- 2014 GD78
- 2014 GG78
- 2014 GJ78
- 2014 GK78
- 2014 GL78
- 2014 GM78
- 2014 GN78
- 2014 GP78
- 2014 GU78
- 2014 GW78
- 2014 GX78
- 2014 GY78
- 2014 GB79
- 2014 GH79
- 2014 GN79
- 2014 GO79
- 2014 GP79
- 2014 GR79
- 2014 GS79
- 2014 GT79
- 2014 GU79
- 2014 GX79
- 2014 GZ79
- 2014 GA80
- 2014 GB80
- 2014 GC80
- 2014 GF80
- 2014 GH80
- 2014 GO80
- 2014 GQ80
- 2014 GR80
- 2014 GS80
- 2014 GX80
- 2014 GY80
- 2014 GZ80
- 2014 GB81
- 2014 GC81
- 2014 GD81
- 2014 GJ81
- 2014 GM81
- 2014 GN81
- 2014 GR81
- 2014 GV81
- 2014 GW81
- 2014 GX81
- 2014 GZ81
- 2014 GA82
- 2014 GC82
- 2014 GD82
- 2014 GE82
- 2014 GF82
- 2014 GG82
- 2014 GH82
- 2014 GJ82
- 2014 GK82
- 2014 GM82
- 2014 GN82
- 2014 GQ82
- 2014 GR82
- 2014 GT82
- 2014 GW82
- 2014 GY82
- 2014 GA83
- 2014 GB83
- 2014 GC83
- 2014 GD83
- 2014 GE83
- 2014 GF83
- 2014 GG83
- 2014 GH83
- 2014 GK83
- 2014 GL83
- 2014 GO83
- 2014 GP83
- 2014 GR83
- 2014 GS83
- 2014 GV83
- 2014 GW83
- 2014 GX83
- 2014 GY83
- 2014 GZ83
- 2014 GA84
- 2014 GD84
- 2014 GG84
- 2014 GH84
- 2014 GJ84
- 2014 GK84
- 2014 GL84
- 2014 GM84
- 2014 GN84
- 2014 GO84
- 2014 GR84
- 2014 GS84
- 2014 GT84
- 2014 GU84
- 2014 GV84
- 2014 GW84
- 2014 GX84
- 2014 GY84
- 2014 GA85
- 2014 GB85
- 2014 GC85
- 2014 GD85
- 2014 GE85
- 2014 GF85
- 2014 GG85
- 2014 GH85
- 2014 GO85
- 2014 GP85
- 2014 GQ85
- 2014 GR85
- 2014 GS85
- 2014 GT85
- 2014 GY85
- 2014 GZ85
- 2014 GA86
- 2014 GB86
- 2014 GC86
- 2014 GE86
- 2014 GF86
- 2014 GG86
- 2014 GH86
- 2014 GJ86
- 2014 GK86
- 2014 GL86
- 2014 GM86
- 2014 GN86
- 2014 GP86
- 2014 GQ86
- 2014 GR86
- 2014 GS86
- 2014 GW86
- 2014 GX86
- 2014 GZ86
- 2014 GB87
- 2014 GC87
- 2014 GD87
- 2014 GE87
- 2014 GF87
- 2014 GG87
- 2014 GP87
- 2014 GQ87
- 2014 GS87
- 2014 GW87
- 2014 GY87
- 2014 GB88
- 2014 GC88
- 2014 GE88
- 2014 GF88
- 2014 GG88
- 2014 GJ88
- 2014 GK88
- 2014 GL88
- 2014 GQ88
- 2014 GR88
- 2014 GS88
- 2014 GT88
- 2014 GU88
- 2014 GV88
- 2014 GY88
- 2014 GZ88
- 2014 GA89
- 2014 GB89
- 2014 GE89
- 2014 GF89
- 2014 GG89
- 2014 GH89
- 2014 GJ89
- 2014 GK89
- 2014 GL89
- 2014 GO89
- 2014 GQ89
- 2014 GR89
- 2014 GS89
- 2014 GT89
- 2014 GV89
- 2014 GW89
- 2014 GY89
- 2014 GZ89
- 2014 GB90
- 2014 GC90
- 2014 GD90
- 2014 GE90
- 2014 GF90
- 2014 GH90
- 2014 GK90
- 2014 GL90
- 2014 GM90
- 2014 GO90
- 2014 GR90
- 2014 GS90
- 2014 GT90
- 2014 GU90
- 2014 GV90
- 2014 GW90
- 2014 GX90
- 2014 GY90
- 2014 GZ90
- 2014 GA91
- 2014 GB91
- 2014 GD91
- 2014 GE91
- 2014 GF91
- 2014 GG91
- 2014 GL91
- 2014 GM91
- 2014 GN91
- 2014 GO91
- 2014 GP91
- 2014 GQ91
- 2014 GS91
- 2014 GT91
- 2014 GV91
- 2014 GW91
- 2014 GY91
- 2014 GZ91
- 2014 GA92
- 2014 GB92
- 2014 GE92
- 2014 GG92
- 2014 GH92
- 2014 GJ92
- 2014 GL92
- 2014 GM92
- 2014 GN92
- 2014 GO92
- 2014 GP92
- 2014 GR92
- 2014 GS92
- 2014 GT92
- 2014 GU92
- 2014 GW92
- 2014 GX92
- 2014 GY92
- 2014 GZ92
- 2014 GA93
- 2014 GB93
- 2014 GC93
- 2014 GD93
- 2014 GE93
- 2014 GF93
- 2014 GH93
- 2014 GK93
- 2014 GL93
- 2014 GM93
- 2014 GO93
- 2014 GP93
- 2014 GQ93
- 2014 GR93
- 2014 GS93
- 2014 GT93
- 2014 GU93
- 2014 GV93
- 2014 GW93
- 2014 GX93
- 2014 GZ93
- 2014 GA94
- 2014 GB94
- 2014 GC94
- 2014 GD94
- 2014 GE94
- 2014 GF94
- 2014 GG94
- 2014 GH94
- 2014 GK94
- 2014 GL94
- 2014 GM94
- 2014 GN94
- 2014 GO94
- 2014 GP94
- 2014 GQ94
- 2014 GR94
- 2014 GS94
- 2014 GT94
- 2014 GU94
- 2014 GV94
- 2014 GW94
- 2014 GX94
- 2014 GY94
- 2014 GZ94
- 2014 GA95
- 2014 GB95
- 2014 GC95
- 2014 GD95
- 2014 GE95
- 2014 GF95
- 2014 GG95
- 2014 GH95
- 2014 GJ95
- 2014 GK95
- 2014 GL95
- 2014 GM95
- 2014 GN95
- 2014 GO95
- 2014 GQ95
- 2014 GR95
- 2014 GS95
- 2014 GT95
- 2014 GU95
- 2014 GV95
- 2014 GW95
- 2014 GX95
- 2014 GY95
- 2014 GZ95
- 2014 GA96
- 2014 GB96
- 2014 GD96
- 2014 GE96
- 2014 GF96
- 2014 GH96
- 2014 GJ96
- 2014 GK96
- 2014 GL96
- 2014 GM96
- 2014 GN96
- 2014 GO96
- 2014 GP96
- 2014 GQ96
- 2014 GR96
- 2014 GS96
- 2014 GT96
- 2014 GU96
- 2014 GV96
- 2014 GW96
- 2014 GY96
- 2014 GZ96
- 2014 GA97
- 2014 GB97
- 2014 GC97
- 2014 GD97
- 2014 GE97
- 2014 GF97
- 2014 GG97
- 2014 GH97
- 2014 GJ97
- 2014 GK97
- 2014 GL97
- 2014 GM97
- 2014 GN97
- 2014 GO97
- 2014 GP97
- 2014 GQ97
- 2014 GU97
- 2014 GV97
- 2014 GW97
- 2014 GY97
- 2014 GZ97
- 2014 GA98
- 2014 GB98
- 2014 GC98
- 2014 GD98
- 2014 GE98
- 2014 GF98
- 2014 GH98
- 2014 GJ98
- 2014 GK98
- 2014 GL98
- 2014 GM98
- 2014 GN98
- 2014 GQ98
- 2014 GU98
- 2014 GV98
- 2014 GW98
- 2014 GX98
- 2014 GY98
- 2014 GZ98
- 2014 GB99
- 2014 GD99
- 2014 GE99
- 2014 GF99
- 2014 GG99
- 2014 GH99
- 2014 GJ99
- 2014 GK99
- 2014 GL99
- 2014 GM99
- 2014 GN99
- 2014 GP99
- 2014 GQ99
- 2014 GR99
- 2014 GS99
- 2014 GT99
- 2014 GU99
- 2014 GV99
- 2014 GW99
- 2014 GX99
- 2014 GY99
- 2014 GZ99
- 2014 GA100
- 2014 GB100
- 2014 GC100
- 2014 GD100
- 2014 GF100
- 2014 GG100
- 2014 GH100
- 2014 GK100
- 2014 GM100
- 2014 GN100
- 2014 GO100
- 2014 GP100
- 2014 GQ100
- 2014 GS100
- 2014 GT100
- 2014 GU100
- 2014 GV100
- 2014 GW100
- 2014 GX100
- 2014 GY100
- 2014 GZ100
- 2014 GA101
- 2014 GB101
- 2014 GC101
- 2014 GD101
- 2014 GE101
- 2014 GF101
- 2014 GG101
- 2014 GJ101
- 2014 GK101
- 2014 GL101
- 2014 GM101
- 2014 GN101
- 2014 GO101
- 2014 GP101
- 2014 GR101
- 2014 GS101
- 2014 GT101
- 2014 GU101
- 2014 GW101
- 2014 GX101
- 2014 GY101
- 2014 GZ101
- 2014 GA102
- 2014 GB102
- 2014 GC102
- 2014 GD102
- 2014 GE102
- 2014 GF102
- 2014 GG102
- 2014 GH102
- 2014 GJ102
- 2014 GK102
- 2014 GL102
- 2014 GM102
- 2014 GN102
- 2014 GP102
- 2014 GR102
- 2014 GS102
- 2014 GT102
- 2014 GU102
- 2014 GW102
- 2014 GX102
- 2014 GY102
- 2014 GZ102
- 2014 GA103
- 2014 GB103
- 2014 GC103
- 2014 GD103
- 2014 GE103
- 2014 GF103
- 2014 GG103
- 2014 GH103
- 2014 GJ103
- 2014 GK103
- 2014 GL103
- 2014 GM103
- 2014 GN103
- 2014 GP103
- 2014 GQ103
- 2014 GR103
- 2014 GS103
- 2014 GU103
- 2014 GV103
- 2014 GW103
- 2014 GX103
- 2014 GY103
- 2014 GZ103
- 2014 GA104
- 2014 GB104
- 2014 GC104
- 2014 GD104
- 2014 GF104
- 2014 GG104
- 2014 GH104
- 2014 GJ104
- 2014 GK104
- 2014 GL104
- 2014 GM104
- 2014 GN104
- 2014 GO104
- 2014 GP104
- 2014 GQ104
- 2014 GR104
- 2014 GS104
- 2014 GT104
- 2014 GU104
- 2014 GV104
- 2014 GW104
- 2014 GX104
- 2014 GY104
- 2014 GZ104